# Никулинская (Сямженский район)
Никулинская — деревня в Сямженском районе Вологодской области.
Входит в состав Двиницкого сельского поселения, с точки зрения административно-территориального деления — в Двиницкий сельсовет.
Расстояние по автодороге до районного центра Сямжи — 57 км, до центра муниципального образования Самсоновской — 2 км. Ближайшие населённые пункты — Самсоновская, Макаровская, Вахрушевская.
По переписи 2002 года население — 78 человек (38 мужчин, 40 женщин). Всё население — русские.